# Atrévete a soñar 2
Atrévete a soñar 2 es la segunda banda sonora de la telenovela mexicana, Atrévete a soñar, protagonizada por Danna Paola. Fue lanzada al mercado el 3 de octubre de 2009, bajo el sello discográfico de Universal Music.

## Información
El álbum cuenta con la producción de Luis de Llano Macedo, productor de la telenovela, y Antonio Munguía. La banda sonora ha alcanzado disco de platino en México.

## Lista de canciones
1. Te Quiero Tanto
2. Welcome
3. Soy Divina
4. Pintando El Amor
5. Peek A Boo
6. Ya Te Conseguí
7. Hot Pops
8. Otra Oportunidad
9. Shalalandia
10. A Coro
11. Y Te Extraño